# Левука
Левука (англ. Levuka) — город на восточном побережье фиджийского острова Овалау, входящий в состав провинции Ломаивити Восточного округа Фиджи. В прошлом город являлся столицей Фиджи.
Город был основан европейскими переселенцами в 1820 году, на долгое время став важным торговым постом в Океании. По данным переписи 2007 года, город имеет население 1131 человек (плюс 3266, проживающих в пригородных областях, по данным Бюро статистики) — около половины из 8360 жителей островов Овалау. Это экономический центр и самый большой из 24 населённых пунктов на острове. Левука и остров Овалау на протяжении десятилетий рассматривались ЮНЕСКО на предмет включения в список объектов Всемирного наследия и в итоге были включены туда в июне 2013 года.